# 417

## Esdeveniments
- 1 de gener - Roma: L'emperador Honori casa la seva germana Gal·la Placídia amb Constanci, per associar-lo al poder.
- 18 de març - Roma: Zòsim I és escollit papa, substituint el difunt Innocenci I.
- 31 d'octubre - Òstia (Itàlia): El poeta romà Rutili Claudi Namacià s'embarca de retorn cap a la Gàl·lia en un viatge que quedarà immortalitzat en el seu famós poema De Reditu Suo.

## Necrològiques
- 12 de març - Roma: Sant Innocenci I, papa.